# Anton Fischer (Sportfunktionär)
Anton Fischer (* 29. September 1924 in Oberursel, Hessen; † 25. September 2011 in Winterberg, Nordrhein-Westfalen) war ein deutscher Kaufmann und Sportfunktionär.

## Leben
Der aus dem hessischen Oberursel gebürtige Anton Fischer diente nach abgelegtem Abitur während des Zweiten Weltkriegs in einer berittenen Einheit. Nach Kriegsende absolvierte Fischer ein Studium der Betriebswirtschaft, Ende der 1950er Jahre ließ er sich als selbstständiger Kaufmann in Würselen nieder. Der passionierte Jagdreiter trat dort dem Reiterverein Würselen bei, für den er mehr als 15 Jahre als Sportwart und Turnierleiter fungierte.
1973 wurde Anton Fischer in den Dressurausschuss des Deutschen Olympiade-Komitees für Reiterei (DOKR) gewählt, ein Jahr später übernahm er in der Nachfolge des zurückgetretenen Albert Stecken den Vorsitz des Gremiums, eine Funktion, in der er auch bis 2001 dem Vorstand Sport und DOKR der Deutschen Reiterlichen Vereinigung (FN) angehörte. 1974 wurde er zum ständigen Equipechef der deutschen Dressurreiter bestellt, eine Funktion, in der er die Mannschaften bis 2000 bei insgesamt sechs Olympischen Spielen, sieben Weltmeisterschaften sowie zwölf Europameisterschaften betreute. In Fischers Ära konnten 83 Medaillen, davon 16 bei Olympischen Spielen, errungen werden, womit er zu den erfolgreichsten Equipechefs aller Pferdesportdisziplinen zählt.
Darüber hinaus engagierte sich Fischer im CHIO in Aachen, für das er von 1968 bis 1974 als Technischer Leiter Dressur, von 1975 bis 1984 als Geschäftsführer des Aachen-Laurensberger Rennvereins (ALRV) sowie als Turnierleiter und von 1981 bis 1989 als Präsidiumsmitglied und Sportreferent des ALRV verantwortlich zeichnete.
Anton Fischer wurde für seine langjährigen Verdienste um den deutschen Reitsport mehrfach ausgezeichnet, darunter 1976 mit dem Ehrenzeichen in Gold mit Olympischen Ringen der Deutschen Reiterlichen Vereinigung, 1980 mit dem DOKR-Ehrenabzeichen in Gold, 1982 mit der Großen Medaille des Verbandes der Reit- und Fahrvereine Rheinland, 1984 mit dem FN-Ehrenzeichen in Gold mit Lorbeer, Olympischen Ringen und Brillanten, 1986 mit dem Deutschen Reiterkreuz in Gold sowie 1991 mit dem Bundesverdienstkreuz am Bande und 2002 mit der 1. Klasse.